# Mona Seefried

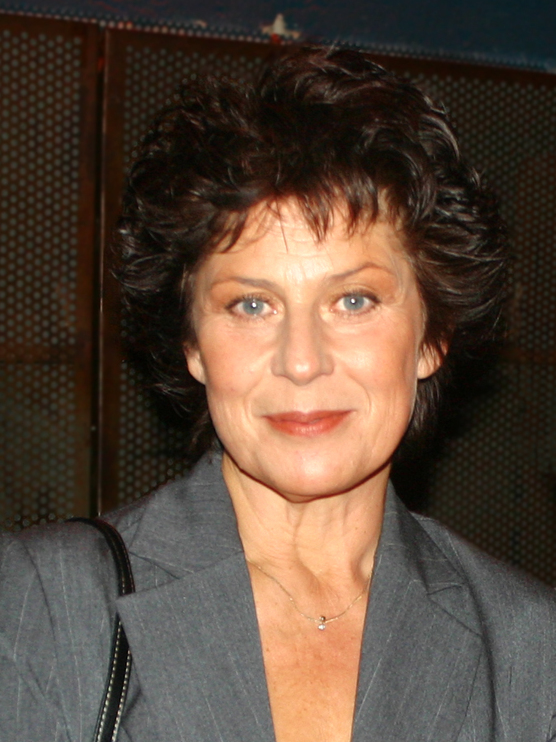
Mona Seefried

Mona Seefried (Wenen, 30 maart 1957) is een Oostenrijkse actrice.
Mona Seefried studeerde aan de Max-Reinhardt-Seminar in Wenen, en studeerde daar vooral zang, klassieke dansen, jazz- en showdansen.
In december 1992 ontmoette ze haar levenspartner in de ARD-Serie Marienhof, Peter Funck. Mona Seefried is de dochter van operazangeres Irmgard Seefried en Wolfgang Schneiderhan.
Seefried speelt nu de rol van Charlotte Saalfeld in de ARD-telenovelle "Sturm der Liebe".

## Filmografie (selectie)
- Marienhof - Ortrud Saskia Winkelmann (1992-1994)
- Praxis Bülowbogen - Iris Pauli (1987, 1995)
- Vater wider Willen - Julia (1995)
- SOKO 5113 - Karin Trautmann (1998) ... Renate (1999)
- Samt und Seide - Rosa Czerni (2000-2005)
- Bei aller Liebe - Ruth Müllerschön (2000, 2003)
- Sturm der Liebe - Charlotte Saalfeld (2005-2006, 2007-)
- SOKO Donau - Ernie Kremser (2005-)